# Макмат, Рейси
Рейси Джеймс Макмат (англ. Racey James McMath; 14 июня 1999, Новый Орлеан, Луизиана) — профессиональный американский футболист, уайд ресивер и игрок специальных команд клуба НФЛ «Теннесси Тайтенс». На студенческом уровне выступал за команду университета штата Луизиана. Победитель студенческого национального чемпионата 2019 года. На драфте НФЛ 2021 года был выбран в шестом раунде.

## Биография
Рейси Макмат родился 14 июня 1999 года в Новом Орлеане. Там же он окончил старшую школу имени Эдны Карр. В составе её футбольной команды Макмат дважды выигрывал чемпионат штата. Занимался лёгкой атлетикой, был членом эстафетной команды 4×200 метров. На момент выпуска он входил в число 30 лучших молодых игроков Луизианы по версиям ESPN, 247Sports и Rivals.

### Любительская карьера
В 2017 году Макмат поступил в университет штата Луизиана. В своём дебютном сезоне он сыграл за команду в двух матчах. В 2018 году он принял участие в двенадцати играх, сделав два приёма на 42 ярда. Основной вклад в результаты вносил в составе специальных команд. В сезоне 2019 года Макмат сыграл четырнадцать матчей, набрав 285 ярдов с тремя тачдаунами, и вместе с командой стал победителем плей-офф национального чемпионата. В 2020 году Макмат был одним из стартовых принимающих «Тайгерс», но из-за травмы принял участие только в шести играх.

#### Статистика выступлений в NCAA
| Сезон | Команда     | Игры | Приём | Приём | Приём | Приём | Вынос | Вынос | Вынос | Вынос |
| Сезон | Команда     | Игры | Rec   | Yds   | Y/A   | TD    | Att   | Yds   | Y/A   | TD    |
| ----- | ----------- | ---- | ----- | ----- | ----- | ----- | ----- | ----- | ----- | ----- |
| 2017  | ЛСЮ Тайгерс | 2    | 0     | 0     | 0,0   | 0     | 0     | 0     | 0,0   | 0     |
| 2018  | ЛСЮ Тайгерс | 12   | 2     | 42    | 21,0  | 0     | 0     | 0     | 0,0   | 0     |
| 2019  | ЛСЮ Тайгерс | 14   | 17    | 285   | 16,8  | 3     | 0     | 0     | 0,0   | 0     |
| 2020  | ЛСЮ Тайгерс | 6    | 14    | 195   | 13,9  | 1     | 0     | 02    | 0,0   | 0     |
| Всего | Всего       | 34   | 33    | 522   | 15,8  | 4     | 0     | 0     | 0,0   | 0     |

### Профессиональная карьера
Перед драфтом НФЛ 2021 года аналитики Sports Illustrated выделяли физические данные Макмата, его способность набирать дополнительные ярды после приёма мяча и действовать в роли блокирующего в выносных розыгрышах. Издание отмечало, что он не имеет каких-либо выдающихся навыков и в НФЛ способен закрепиться только как игрок специальных команд. Официальный сайт лиги среди плюсов принимающего называл сочетание габаритов и скорости, умение ловить мяч в борьбе, потенциал для роста при улучшении работы на маршрутах и большой опыт игры в спецкомандах. К минусам относили общий невысокий уровень навыков ресивера, низкую результативность, слабость при игре против пресс-прикрытия.
На драфте Макмат был выбран «Теннесси Тайтенс» в шестом раунде. В дебютном сезоне он принял участие в девяти матчах регулярного чемпионата, сделав два приёма и отметившись четырьмя захватами в составе специальных команд.

#### Статистика выступлений в НФЛ

##### Регулярный чемпионат
| Сезон | Команда          | Игры | Приём | Приём | Приём | Приём | Вынос | Вынос | Вынос | Вынос |
| Сезон | Команда          | Игры | Rec   | Yds   | Y/A   | TD    | Att   | Yds   | Y/A   | TD    |
| ----- | ---------------- | ---- | ----- | ----- | ----- | ----- | ----- | ----- | ----- | ----- |
| 2021  | Теннесси Тайтенс | 9    | 2     | 8     | 4,0   | 0     | 0     | 0     | 0,0   | 0     |
| Всего | Всего            | 9    | 2     | 8     | 4,0   | 0     | 0     | 0     | 0,0   | 0     |

##### Плей-офф
| Сезон | Команда          | Игры | Приём | Приём | Приём | Приём | Вынос | Вынос | Вынос | Вынос |
| Сезон | Команда          | Игры | Rec   | Yds   | Y/A   | TD    | Att   | Yds   | Y/A   | TD    |
| ----- | ---------------- | ---- | ----- | ----- | ----- | ----- | ----- | ----- | ----- | ----- |
| 2021  | Теннесси Тайтенс | 1    | 0     | 0     | 0,0   | 0     | 0     | 0     | 0,0   | 0     |
| Всего | Всего            | 1    | 0     | 0     | 0,0   | 0     | 0     | 0     | 0,0   | 0     |